# Middle Shannon Callows SPA
Middle Shannon Callows SPA este o arie protejată (arie de protecție specială avifaunistică — SPA) din Irlanda întinsă pe o suprafață de 5.814,85 ha, integral pe uscat.

## Localizare
Centrul sitului Middle Shannon Callows SPA este situat la coordonatele 53°15′12″N 8°01′18″W / 53.253236°N 8.02169°V.

## Înființare
Situl Middle Shannon Callows SPA a fost declarat arie de protecție specială avifaunistică în octombrie 1996 pentru a proteja 18 specii de animale.

## Biodiversitate
Situată în ecoregiunea atlantică, aria protejată nu include niciun habitat protejat.
La baza desemnării sitului se află mai multe specii protejate de  păsări (18): rață lingurar (Anas clypeata), rață pitică (Anas crecca), rață fluierătoare (Anas penelope), Anser albifrons flavirostris, rața moțată (Aythya fuligula), fugaci de țărm (Calidris alpina), erete vânăt (Circus cyaneus), prepeliță (Coturnix coturnix), cristeiul de câmp (Crex crex), lebădă de iarnă (Cygnus cygnus), becațină comună (Gallinago gallinago), pescăruș râzător (Larus ridibundus), sitar de mâl (Limosa limosa), Locustella naevia, culic mare (Numenius arquata), ploier auriu (Pluvialis apricaria), fluierarul cu picioare roșii (Tringa totanus), nagâț (Vanellus vanellus).
Pe lângă speciile protejate, pe teritoriul sitului au mai fost identificate 1 specie de plante, 2 specii de păsări, 1 specie de amfibieni, 1 specie de mamifere.